# ブリヤート大隊
ブリヤート大隊（ブリヤートだいたい、ロシア語: Бурятский Батальон）は、ロシア空挺軍の大隊。第11独立親衛空中強襲旅団隷下で、部隊名はモンゴル系民族のブリヤート人にちなむ。ロシアによるウクライナ侵攻中の2024年、朝鮮人民軍の兵士推定3,000名を基幹として新編された。
報道機関によっては、「特別ブリヤート大隊」、「ブリヤート特別大隊」とも表記される。